# He Touched Me (canción de Elvis Presley)
"He Touched Me" es un tema del género góspel compuesto por William J. Gaither, arreglado, grabado y popularizado posteriormente por Elvis Presley cuya versión dio nombre al álbum homónimo He Touched Me, que le valió a Presley su segundo premio Grammy de su carrera. La canción fue editada como disco sencillo con "Bossom Of Abraham"  en el lado B, un mes antes del lanzamiento al mercado del álbum, lo que en cierta medida hizo que el disco sencillo no entrase en las listas de éxitos ni  tuviese demasiadas ventas en su momento, alcanzando las 100.000 unidades vendidas.  El álbum, por su parte, fue un trabajo exitoso de Presley certificado como disco de platino por la RIAA 

## Grabación
Grabado el 18 de mayo de 1971 en el legendario estudio B de la RCA en Nashville, Tennessee al igual que con el resto de los temas que conformaron el álbum "He Touched Me", Elvis se esforzó al máximo para lograr un buen resultado y un trabajo serio que estuviese a la altura de las canciones espirituales que ya había registrado previamente al igual que el álbum navideño del año anterior. 
La canción "He Touched Me" era una vieja melodía que Elvis arregló para darle un estilo góspel más contemporáneo. Elvis logra un sonido perfecto y su voz junto a la del grupo The Imperials logran coordinar y armonizar las voces a la perfección y el tema va creciendo en intensidad hasta culminar en un final apoteósico. 

## Ediciones

### Sencillo
- He Touched Me / Bosom of Abraham (RCA 74-0651) 1972 [3]

### Álbumes
- He Touched Me (1972) [5]
- Country Classics (1980)
- Amazing Grace – His Greatest Sacred Performances (1994)
- Gospel Favourites (1997)
- Platinum – A Life In Music (1997)
- Take My Hand: Gospel Favourites (2000)
- Peace In The Valley (2000)
- Lead Me, Guide Me (2001) - Provident
- Christmas Peace (2003)
- He Touched Me (2011) - FTD
- His Songs of Praise, Volume 1 (2016) - FTD [3]